# 기타나라시노역
기타나라시노역(일본어: 北習志野駅, きたならしのえき 키타나라시노에키[*])은 일본 지바현 후나바시시에 있는 신케이세이 전철 및 도요 고속철도의 역이다.

## 역 구조
2009년 3월 29일 신케이세이의 신역사 공용을 개시하고 화장실에는 다용도 화장실도 설치되었다. 동년 1월 27일, 히가시구치 로터리 옆에 개업한 "기타나라시노 역전 빌딩"과 신역사를 연결하는 2층에 위치한 보행자 데크와 지상부 및 지하 1층에 위치한 도요 고속철도 개찰구를 연결하는 엘리베이터도 설치되었다.
2012년 8월 1일에는 역과 직결되는 상업 빌딩인 "에키타 기타나라(EKiTA KITANARA)"가 개업하였다.

### 신케이세이 전철
섬식 승강장 1면 2선의 지상역이고 교상역사를 갖는다. 역사에는 T2출입구, T3출입구, T4출입구의 계단이 있다.

#### 승강장
| 번선 | 노선          | 방향 | 행선                                      |
| ---- | ------------- | ---- | ----------------------------------------- |
| 1    | 신케이세이 선 | 하행 | 신쓰다누마·게이세이쓰다누마·지바추오 방면 |
| 2    | 신케이세이 선 | 상행 | 신카마가야·야바시라·마쓰도 방면           |

### 도요 고속철도
섬식 승강장 1면 2선의 지하역이다. 전차 진입 시의 풍압이 짙어서 승강장에는 주의를 요하는 간판이 붙어 있다. 2007년부터 2008년까지 승강장에서 개찰구와 개찰구에서 지상부를 연결하는 엘리베이터 설치 공사가 이뤄졌다. 완성 초기에는 보행자 데크 설치 전이었기 때문에 엘리베이터 2층 부분은 그대로 드러났던 시기가 있었지만, 보행자 데크 공용 개시 이후에는 지하2층에서 지상2층으로 이동이 가능해졌다.

#### 승강장
| 번선 | 노선        | 방향 | 행선                                                                                  |
| ---- | ----------- | ---- | ------------------------------------------------------------------------------------- |
| 3    | 도요 고속선 | 하행 | 도요 가쓰타다이 방면                                                                  |
| 4    | 도요 고속선 | 상행 | 니시후나바시· 도자이 선 직결 운행 오테마치·나카노· 주오·소부 선 직결 운행 미타카 방면 |

## 이용 현황
신케이세이 전철: 2015년도의 1일 평균 승하차 인원은 44,958명이다. 신케이세이 선 내에서는 마쓰도 역, 신쓰다누마 역, 야바시라 역에 이어 4위이다. 

도요 고속철도: 2014년도의 1일 평균 승차 인원은 19,107명이다. 도요 고속선 내에서는 니시후나바시 역에 이어 2위이다.
최근 1일 평균 승차 인원은 아래 표에 명시되어 있다.
| 연도   | 신케이세이 전철 | 도요 고속철도 | 출처   |
| ------ | --------------- | ------------- | ------ |
| 1998년 | 21,427          | 17,299        | [ 1 ]  |
| 1999년 | 20,961          | 17,220        | [ 2 ]  |
| 2000년 | 20,822          | 17,615        | [ 3 ]  |
| 2001년 | 20,633          | 17,889        | [ 4 ]  |
| 2002년 | 20,305          | 17,720        | [ 5 ]  |
| 2003년 | 20,211          | 17,540        | [ 6 ]  |
| 2004년 | 20,120          | 17,279        | [ 7 ]  |
| 2005년 | 19,956          | 17,618        | [ 8 ]  |
| 2006년 | 19,887          | 17,814        | [ 9 ]  |
| 2007년 | 20,283          | 18,295        | [ 10 ] |
| 2008년 | 20,691          | 18,277        | [ 11 ] |
| 2009년 | 20,985          | 18,219        | [ 12 ] |
| 2010년 | 21,266          | 18,314        | [ 13 ] |
| 2011년 | 21,002          | 18,075        | [ 14 ] |
| 2012년 | 21,608          | 18,544        | [ 15 ] |
| 2013년 | 22,170          | 19,035        | [ 16 ] |
| 2014년 | 21,934          | 19,107        | [ 17 ] |

## 역 주변
- 나라시노다이 단지
- 기타나라시노 근린 공원
- 후나바시히가시 소방서
- 후나바시 시 히가시 도서관
- 나라시노다이 마을 회관
- 후나바시히가시 우체국
- 후나바시 니시나라시노 우체국
- 니혼 대학 이공학부

## 역사
- 1966년 4월 11일: 신케이세이 전철의 철도역 영업 개시.
- 1996년 4월 27일: 도요 고속철도의 철도역 영업 개시, 환승역이 됨.
- 2007년・2008년: 도요 고속 철도의 승강장과 개찰구, 개찰구와 지상부를 각각 연결하는 엘리베이터를 설치함.
- 2008년 3월: 신케이세이 선의 기타나라시노 역 앞 보행자 데크와 역사 재건축 공사 개시.
- 2009년
  - 3월 28일: 신케이세이 전철의 구역사 사용 종료.
  - 3월 29일: 신케이세이 전철의 신역사 사용을 개시하면서 "기타나라시노 역 신역사 개업 기념 입장권" 판매 개시. 도요 고속 철도의 개찰구와 지상부를 잇는 엘리베이터를 2층의 보행자 데크까지 연장시킴.

## 주요 작품
"파트너 season7" (TV 아사히, 기타신주쿠 역으로 도요 고속선만 등장)등 텔레비전 드라마의 촬영에 사용되고 있다.

## 인접역
| 신케이세이 전철 신케이세이 선 | 신케이세이 전철 신케이세이 선 | 신케이세이 전철 신케이세이 선                  |
| ----------------------------- | ----------------------------- | ---------------------------------------------- |
| SL18 다카네키도 마쓰도 방면   |                               | 나라시노 SL20 게이세이쓰다누마 방면            |
| 도요 고속철도 도요 고속선     |                               |                                                |
| TR03 하사마 니시후나바시 방면 |                               | 후나바시니치다이마에 TR05 도요 가쓰타다이 방면 |